# 空挺兵

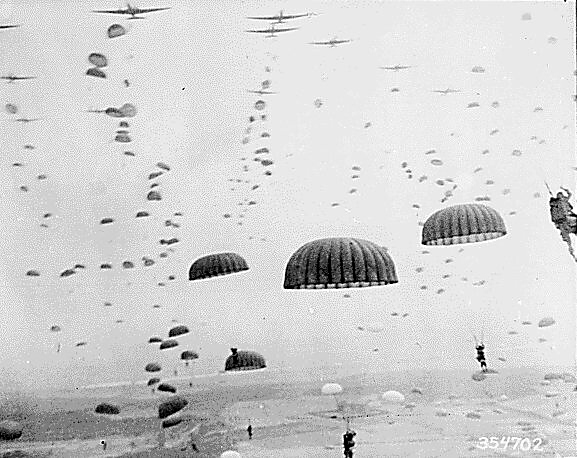
1944年9月、マーケット・ガーデン作戦で降下する連合軍第1空挺軍

空挺兵（くうていへい、英語: paratrooper）は、空挺部隊に属する兵士のことである。パラシュートやグライダーなどによるエアボーン戦術を実施する能力を備えている。このために厳しい訓練を行っており、また空中投下可能な装備を有することから、エアボーン戦術を用いない作戦でも、即応・空輸可能な精鋭軽歩兵部隊として投入されることもある。
空挺とは、航空機を用いて部隊をすばやく機動展開させる空中機動作戦の1つで、空中挺進の略語である。「挺進」を「挺身」と書く場合があるが、挺身には「身を捨てる」という意味があり、危険を顧みず自身の身を捨てて敵陣中に降下する姿を形容した語である。

## 空挺降下
パラシュートによる戦闘降下には3つの形態がある。このうち、1930年代から空挺部隊の標準的パラシュート技術とされているのが自動開傘索方式で、主力部隊の展開に用いられる。これに対し、主力部隊に先行して降下する降下誘導部隊 (Pathfinder) や、少人数で隠密潜入を行う特殊部隊では、高高度降下低高度開傘（HALO）および高高度降下高高度開傘（HAHO）方式による自由降下を行う。
陸上自衛隊の第1空挺団が自動開傘索方式で降下する場合、2014年以降は、新しく国内開発した13式空挺傘を使用する。これは重量15キログラムの主傘と7キログラムの予備傘から構成されており、主傘を背負い、予備傘を腹部側に取り付ける形となる。背嚢は一般隊員用とは異なる形状のものが採用されており、降下中は脚の間に吊り下げておいて、着地後に背負って行動する。また89式5.56mm小銃も折曲銃床式のものが支給され、降下時には布製のケースに収納する。これに加えて、カールグスタフ無反動砲や吊下げ嚢を携行する場合もあるが、これらは降下中は体から離して吊り下げておくことで、人体に過度の着地衝撃がかからないようにしている。なお、このように背嚢に加えて主傘・予備傘を装着するため、空挺兵は横幅より前後幅のほうが大きくなり、また降下前の点検等動作のためのスペースも必要となるという特性があり、輸送機に搭乗する場合は配慮を要する。例えば航空自衛隊のC-1輸送機の場合、一般兵であれば60名が搭乗可能であるのに対し、空挺兵であれば45名に減少し、また特に貨物室長を決定する際には空挺兵の特性が考慮された。
一方、自由降下を行う場合は操縦性能に優れた自由降下傘を使用するほか、4,000メートル以上という高高度から降下するため、高度が人に与える影響に対処するための特別な装備を使用する。例えばHAHOでは高高度を長く滑空するため、酸素吸入を行うことが多い。これに対し、HALOでは速やかに高度を下げるため酸素の所要量が少ないかわり、自由落下時に激しい風を受けるため、保温への配慮が必要となる。陸上自衛隊での標準的な降下手順としては、HAHOの場合は高度2,000メートル以上の地点で開傘し、パラシュートを操縦しながら約10キロメートルを滑空するのに対して、HALOの場合は跳び出し後約60秒間は自由落下し、高度約1,000メートル地点で開傘して、パラシュートを操縦しながら目標地点に着地する。

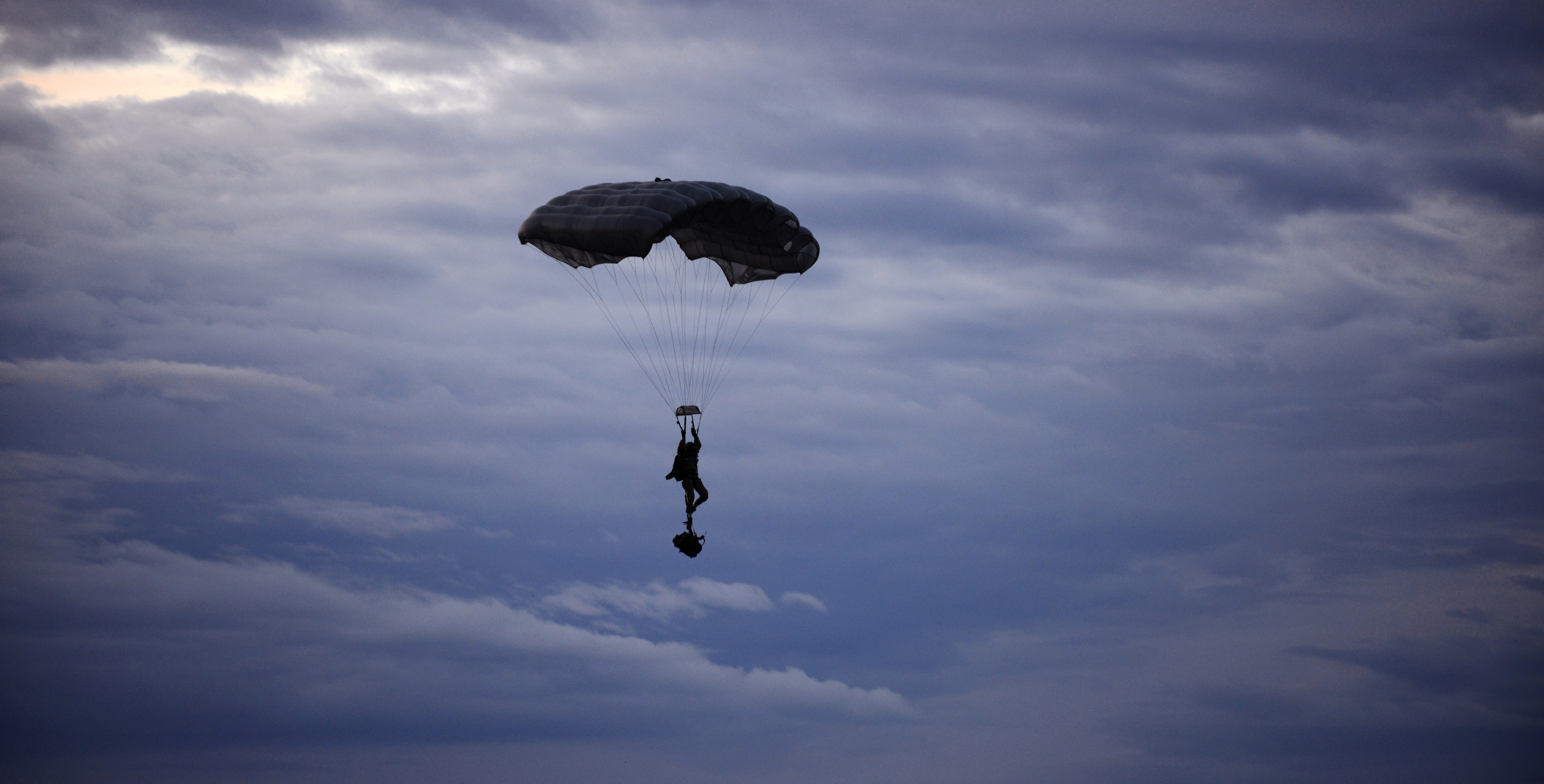
自由降下を行うイギリス陸軍パスファインダー小隊
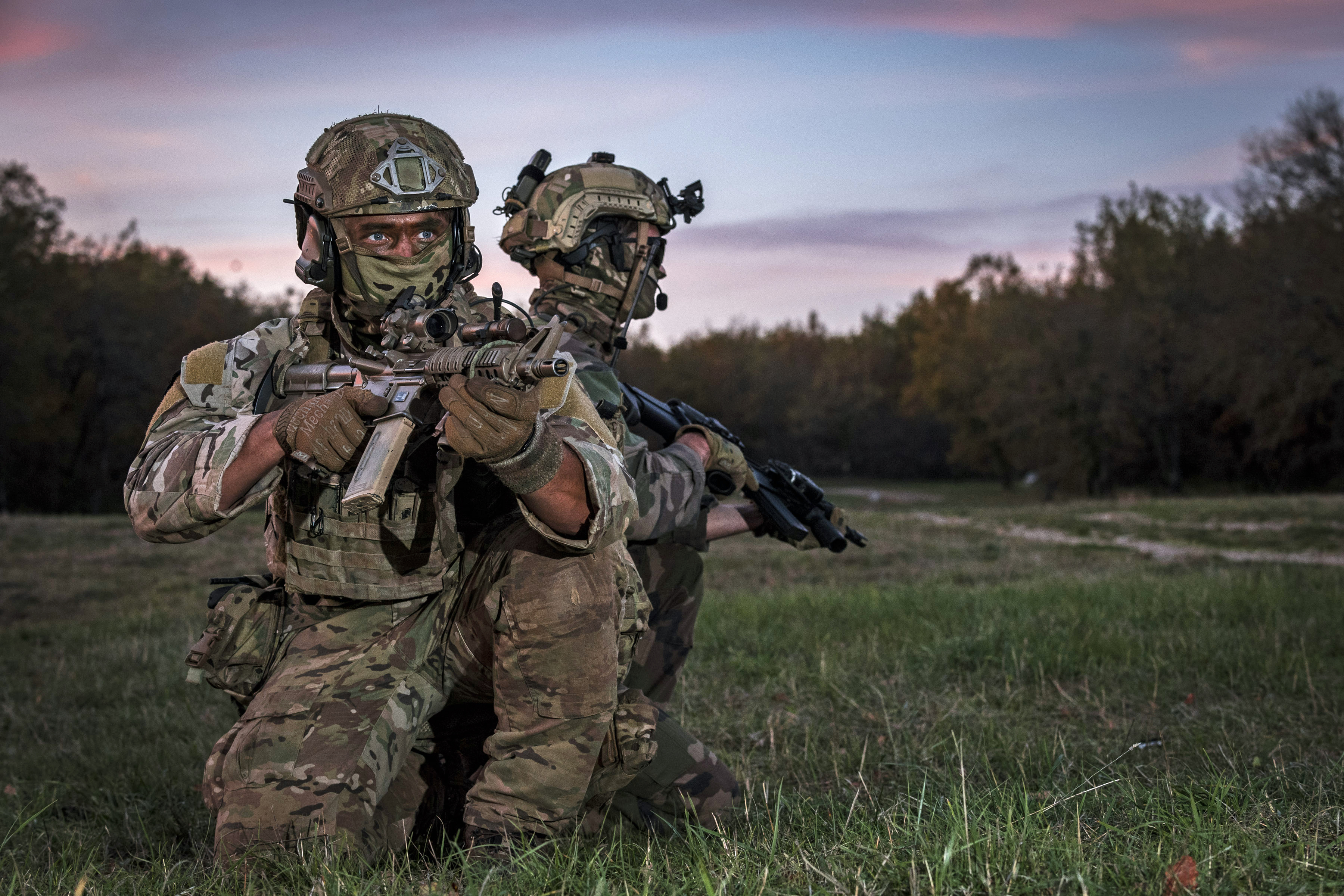
降着地帯を確保したパスファインダー小隊
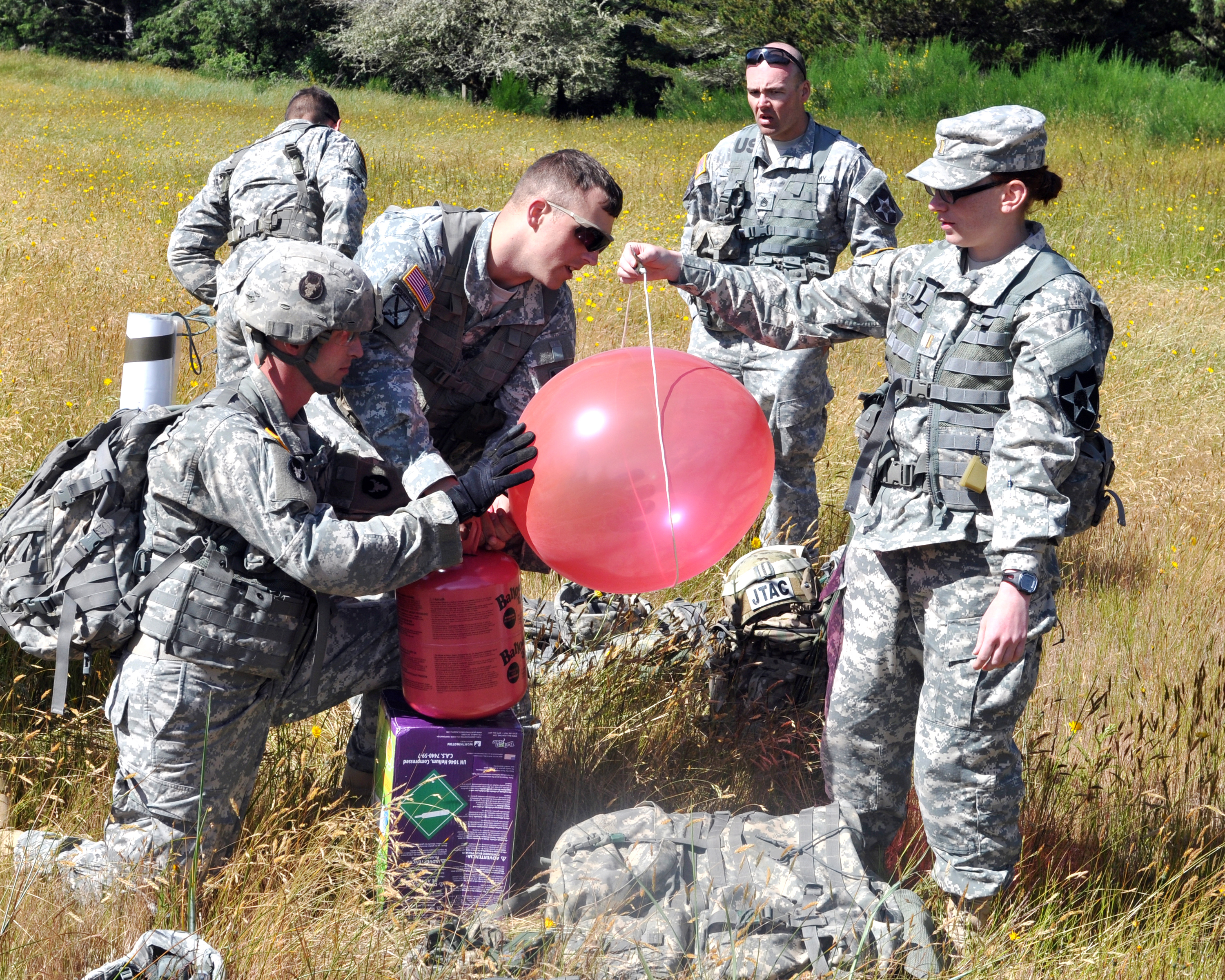
上空の状態確認用のバルーンの準備
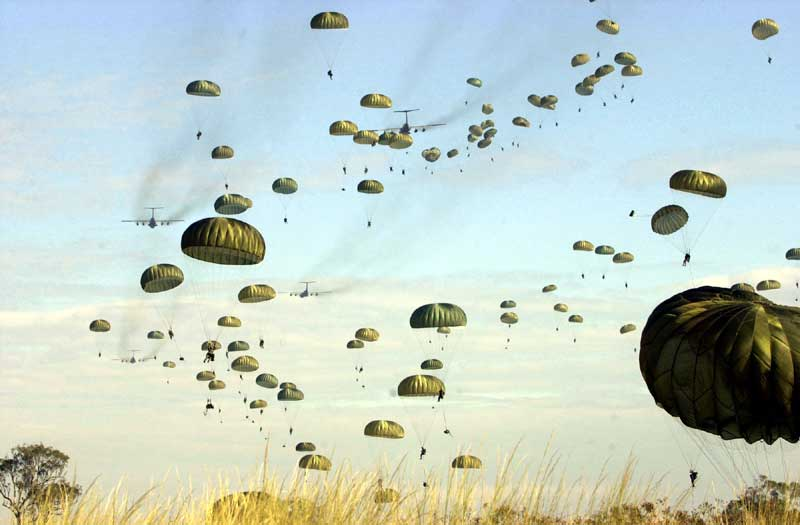
演習において大規模降下を行うアメリカ陸軍部隊

## 空挺部隊
第二次世界大戦の終結までに空挺部隊を保有したことのある国は限られていたが、大戦後には飛躍的に普及した。また輸送機や空中投下技術の進歩、そしてヘリボーン戦術の登場によって、空挺部隊の戦力や選択肢も飛躍的に向上した。
各国の空挺部隊は、その国の国防方針や用兵思想に基づいて編成・運用されており、一様ではない。第1挺進集団（帝国陸軍）と第1空挺団（陸上自衛隊）の両方で勤務した田中賢一（陸士52期。陸軍少佐、陸将補）は、空中機動作戦による迅速な展開を重視する「即応型」、装甲部隊との連携を重視する「重戦力型」、対戦車戦闘の重点形成や戦線の間隙の閉塞・翼側の援護などに用いる「限定戦術任務型」といったタイプに分類し、それぞれアメリカ陸軍、ソビエト連邦軍、西ドイツ陸軍を例とした。

### 各国の空挺部隊

#### 独立軍種である場合
空挺兵の先駆者であるソビエト連邦軍では、空挺兵を地上軍などと同格の、独立した軍種として扱っていた。ソビエト連邦の崩壊後の独立国家共同体（CIS）諸国でも、同様の体制を踏襲している場合が多い。
- ロシア空挺軍
  - 第7親衛空挺師団
  - 第76親衛空挺師団
  - 第98親衛空挺師団
  - 第106親衛空挺師団
  - 第11独立親衛空挺旅団
  - 第31独立親衛空挺旅団
  - 第56独立親衛空挺旅団
  - 第83独立親衛空挺旅団
  - 第45独立親衛特殊任務旅団（スペツナズ）
  - リャザン空挺軍大学

- カザフスタン空中機動軍（後に陸軍に編入）
  - 第35独立親衛空中襲撃旅団
  - 第36独立空中襲撃旅団
  - 第37独立空中襲撃旅団
  - 第38独立空中襲撃旅団
- ウクライナ空中機動軍
  - 第25独立空挺旅団
- ベラルーシ特殊作戦軍
  - 第103独立親衛空挺旅団

#### 空軍に所属している場合
世界で初めて大規模なエアボーン作戦を実施したドイツ国防軍では、輸送機との連携の観点もあって、空挺兵（降下猟兵）は空軍の所属とされていた。また中国人民解放軍でも、空挺兵（空降兵）は空軍の所属とされている。

#### 陸・海軍に所属している場合
多くの場合、空挺兵は陸軍や海軍陸戦隊などの陸戦を所掌する軍種において、特殊技能の一つとして扱われている。
- アメリカ陸軍
  - 第11空挺師団
  - 第82空挺師団
  - 第101空挺師団
  - 第173空挺旅団
- イギリス陸軍
  - 第16空中強襲旅団戦闘団
    - 落下傘連隊
- イスラエル陸軍
  - 第98空挺師団
    - 第35空挺旅団
- イタリア陸軍
  - フォルゴーレ空挺旅団

- オーストラリア陸軍
  - オーストラリアの空挺部隊（英語版）
  - 王立オーストラリア連隊第3大隊（英語版）
  - オーストラリア陸軍特殊作戦司令部（英語版）
- オーストリア陸軍
  - 第25猟兵大隊（ドイツ語版）
- ドイツ連邦陸軍
  - 第1空挺師団
    - 第25空挺旅団
    - 第26空挺旅団
    - 第27空挺旅団

  - 第31空挺旅団
- ドイツ国家人民軍地上軍
  - 第40航空突撃連隊

- フランス陸軍
  - 第11落下傘旅団
    - 第2外人落下傘連隊
- 中華民国陸軍
  - 空降特戦部隊
- 大日本帝国陸軍
  - 挺進連隊
  - 第1挺進集団
- 大日本帝国海軍
  - 横須賀鎮守府第一・三特別陸戦隊
- 陸上自衛隊
  - 第1空挺団